# الخلية الشبكية
الخلية الشبكية (بالإنجليزية: Reticular Cell)‏ هي نوع من الخلايا الليفية اليافعة التي تصنع كولاجين ألفا-1(III)، وتستخدمه لإنتاج ألياف شبكية. تحيط الخلية هذه الألياف بالسيتوبلازم الخاص بها، وتعزلها عن مكونات وأنسجة الخلايا الأخرى. توفر الخلايا الشبكية دعما هيكليا، لأنها تنتج شبكات رفيعة من الألياف التي تشكل هيكلا لأغلب الأعضاء اللمفاوية. توجد الخلايا الشبكية في العديد من الأنسجة مثل الطحال والعقد والعقيدات اللمفاوية، ومن وظائف الخلايا الشبكية الأخرى توجيه خلايا B وخلايا T لأماكن معينة في داخل النسيج.